# 五帶似天竺魚
五帶擬天竺魚（學名：Apogonichthyoides umbratilis），又稱五帶似天竺鯛，為輻鰭魚綱鈎頭魚目天竺鯛科擬天竺魚屬下的一個種，分布於東印度洋至西太平洋，包括澳洲、印尼、帛琉及汶萊海域，深度20至60公尺，本魚體延長，長橢圓形，體稍側扁，頭大、眼大，直徑大於眼睛和鼻子之間的距離，口大且斜裂，頜齒細小，鋤骨和腭骨通常具齒，舌上無齒，前鰓蓋骨有光滑的脊和鋸狀邊緣，體被弱櫛鱗，背鰭2個，尾鰭截形，第一背鰭上有一個黑色斑點，身體和尾柄上有5條褐色橫條，腋上方有一個微小的暗色斑點，背鰭硬棘8枚、背鰭軟條9-10枚、臀鰭硬棘2枚、臀鰭軟條8-9枚，體長可達4.1公分，棲息在有珊瑚生長且有遮蔽的礁石區，屬肉食性，以小型無脊椎動物為食，夜行性，繁殖期時，雄魚具有口孵習性，卵約7日化成仔魚，由雄魚吐出，具短暫的仔魚飄浮期，生活習性不明。